# Tessère de Meskhenet
Meskhent Tessera
Pour les articles homonymes, voir Meskhenet.
La tessère de Meskhenet (désignation internationale : Meskhent Tessera) est un terrain polygonal situé sur Vénus dans le quadrangle de Meskhent Tessera. Il a été nommé en référence à Meskhenet, déesse égyptienne de la fortune.